# Пальчики (Черниговская область)
Па́льчики (укр. Пальчики) – село, расположенное на территории Бахмачского района Черниговской области (Украина). В селе работал и был похоронен Петр Иванович Прокопович. Здесь в 1830 г. он основал школу пчеловодства, которая просуществовала 53 года. В Пальчиках возведён ему памятник.

## История
В 1929 году в селе была создана артель под названием «Путь новой жизни». 

## География
Село Пальчики находится примерно в 14 км к северу от центра города Бахмач. Средняя высота населённого пункта — 133 м над уровнем моря. Село находится в зоне умеренно континентального климата.

## Население
Население составляет 543 жителя (2006 год). Впервые упоминается в 1750 году.
Национальный состав представлен преимущественно украинцами, конфессиональный состав — христианами.